# Cratere Doh
Doh è un cratere sulla superficie di Callisto.